# Православие в России

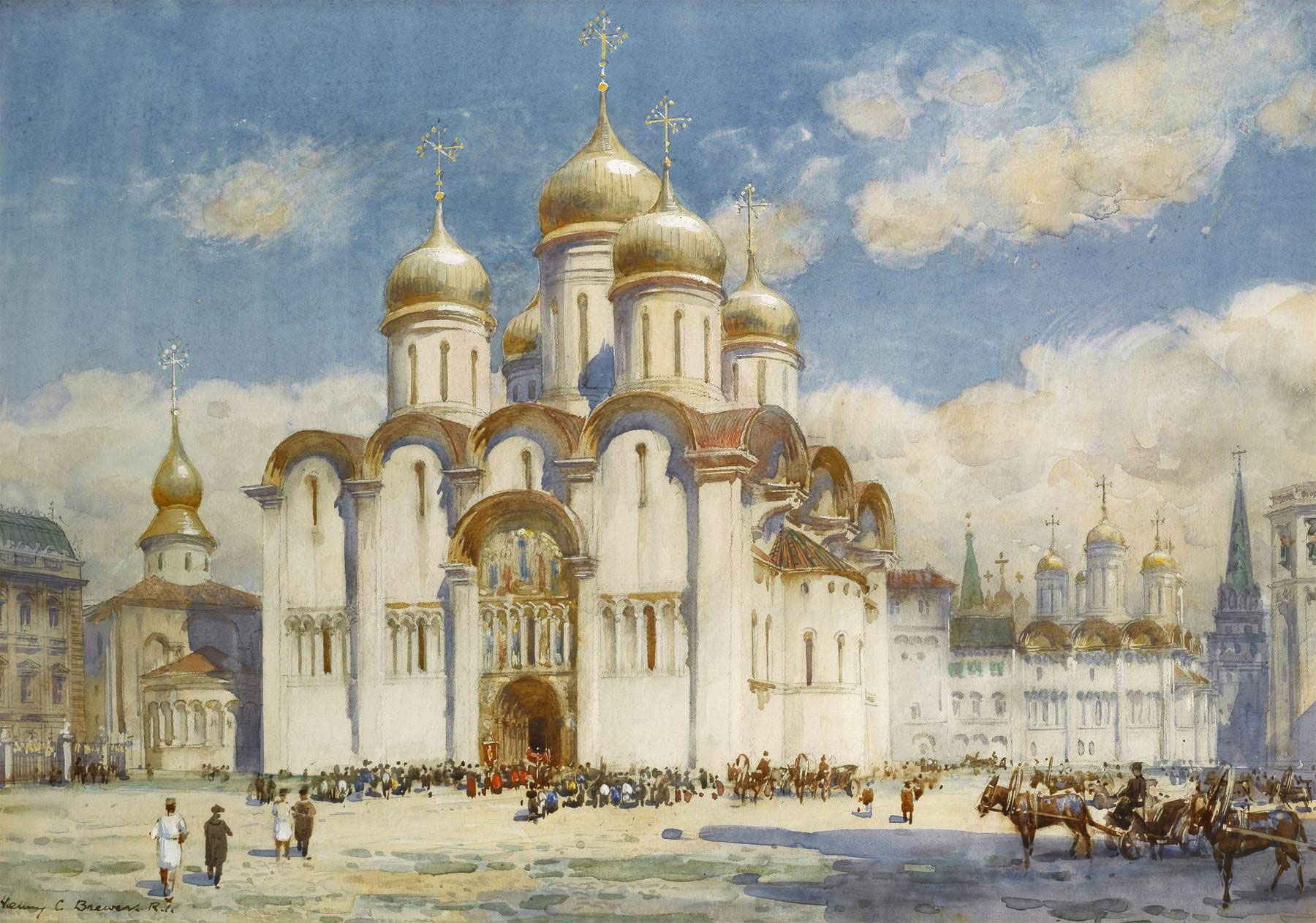
Успенский собор Московского Кремля

Правосла́вие (в понимании термина государственными органами и религиоведами) в России представлено Русской православной церковью, старообрядческими объединениями, а также рядом неканонических (альтернативных) православных организаций русской традиции.
Федеральный закон от 26 сентября 1997 года № 125-ФЗ «О свободе совести и о религиозных объединениях», заменивший Закон РСФСР от 25 октября 1990 года № 267-I «О свободе вероисповеданий», в преамбуле содержит признание «особой роли православия в истории России». Высказываются предложения внести подобные правки в Конституцию РФ.

## Русская православная церковь
Русская православная церковь — крупнейшее религиозное объединение на территории России. РПЦ полагает себя исторически первой христианской общиной в России: официально-государственное начало было положено святым князем Владимиром в 988 году, согласно традиционной историографии.

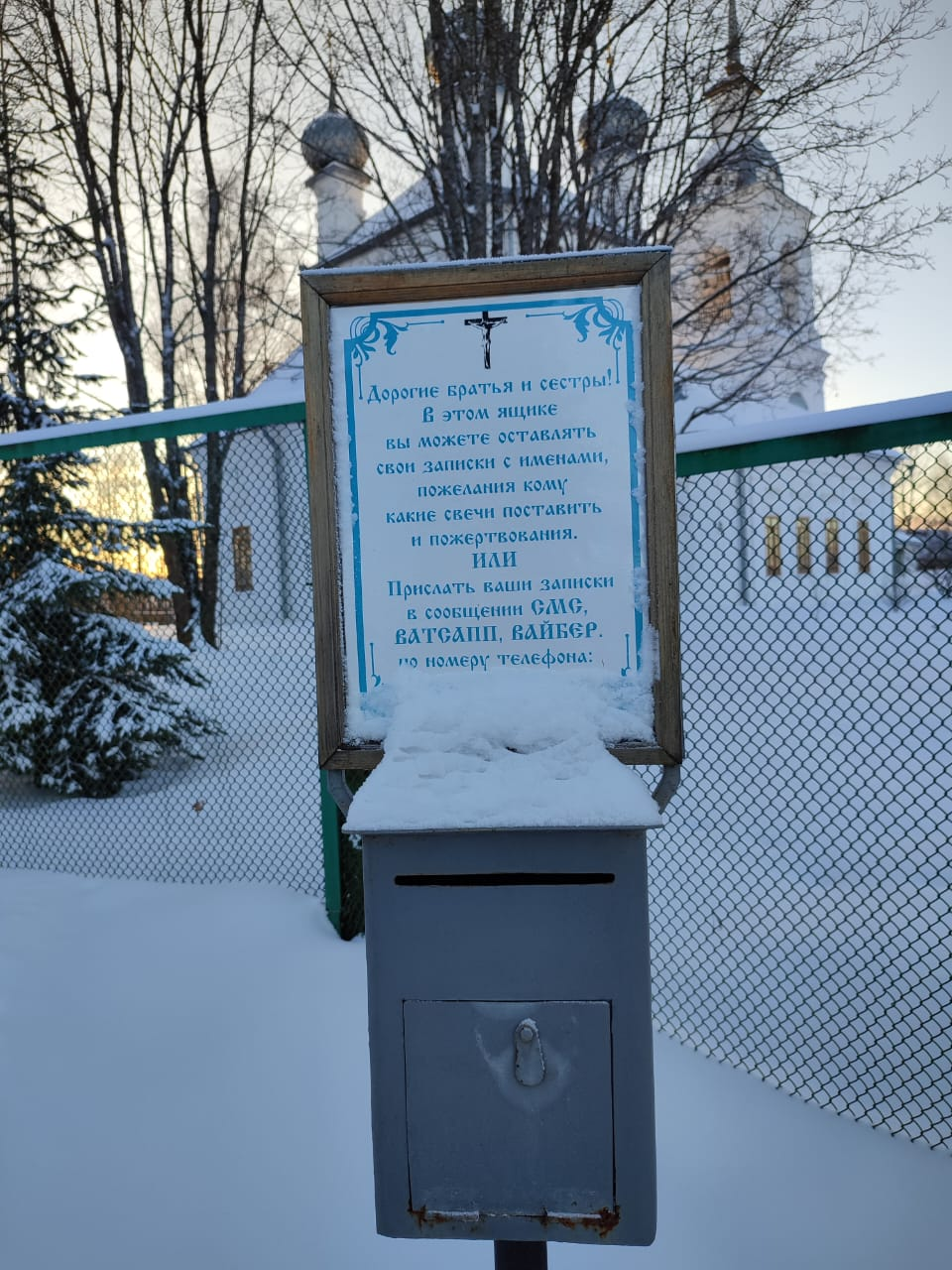
Храм Николая Чудотворца в Кадые, Костромская область

По мнению руководителя «Русского Общественного Движения» политолога Павла Святенкова (январь 2009 года), РПЦ де-факто занимает особое положение в современном российском обществе и политической жизни:
Русской православной церкви было разрешено возродиться при Сталине в качестве института, в который канализировалась архаичная русскость. <…> РПЦ является своего рода русской автономией в составе сначала СССР, а потом Российской Федерации. <…> Именно церковь, стоя рядом с государством, легитимизирует его как государство русского народа.
Исследователь Н. А. Митрохин писал (2006):
Реальный политический вес РПЦ полностью соответствует её реальному влиянию на граждан России: и тот и другой показатель близки к нулю. Российские политики и государственные деятели готовы воспринимать РПЦ как часть культурного наследия и даже в качестве одного из символов российской государственности. <…> Однако при кадровых назначениях или подготовке общественно значимых инициатив вряд ли кто из чиновников будет учитывать мнение представителя Церкви.
Частью РПЦ являются и подворья иных автокефальных православных церквей в России. Так, Храм Георгия Победоносца в Грузинах является духовным центром крупной грузинской диаспоры в Москве, где ведутся службы на грузинском и русском языках.

## Распространённость православия в России
По своей национальной принадлежности православными являются не только большинство верующих многих коренных народов России (русские, карелы, марийцы, мордва, коми, чуваши, осетины, хакасы, якуты и другие), но также крупные диаспоры белорусов, грузин, молдаван и украинцев в России. В составе некоторых неправославных российских народов существуют этнорелигиозные группы, исповедующие православие, как-то: кряшены среди татар, моздокские кабардинцы и западные буряты.
По данным ежегодных всероссийских опросов, проводимых ВЦИОМ и другими службами, прослеживался рост числа православных с 34 % в 1991 году до 76,1 % в 2004, в последующие же годы показатель снижался (кроме 2022 года) до 67 % в 2025 году. При этом, по данным опроса, проведённого ВЦИОМ в марте 2010 года, лишь 54 % из них знакомы с содержанием Библии и только 2 % регулярно читают религиозную литературу. Около 73 % православных респондентов соблюдают религиозные обычаи и праздники.
По данным проекта «Атлас религий и национальностей» исследовательской службы «Среда», осуществлённого в 2012 году, 41 % россиян заявили, что исповедуют православие и принадлежат к Русской православной церкви.
Глава социологического отдела Института общественного проектирования Михаил Тарусин так прокомментировал эти данные:
Это число мало что показывает. <…> Если эти данные и могут считаться показателем чего-либо, то только современной русской национальной идентичности. Но не реальной религиозной принадлежности. <…> Если считать православными «церковными» людьми тех, кто хотя бы один — два раза в год участвует в Таинствах исповеди и Причащения, то православных 18-20 %. <…> Таким образом, около 60 % респондентов ВЦИОМ православными людьми не являются. Они если и ходят в храм, то несколько раз в году, как в некую службу бытовых услуг — кулич освятить, крещенской воды взять… А часть из них даже и тогда не ходит, более того, многие могут и в Бога не верить, но при этом называют себя православными.
Согласно Б. В. Дубину, среди православных верующих преобладают женщины и люди старшего возраста, имеющие, как правило, не очень высокий уровень образования и проживающие вне крупных городов. Наибольший приток новых православных идёт из среды молодёжи, людей с высшим образованием и мужчин. До 60 % людей, причисляющих себя к православным верующим, не относят себя к религиозным людям, и только около 40 % православных уверены в существовании Бога. Около 30 % из числа тех, кто называет себя православными верующими, вообще полагают, что Бога нет.
По мнению аналитиков, данные социологических опросов свидетельствуют, что большинство отождествляет себя с православием на основе национального самосознания.
По итогам опроса, проведённого 23—26 ноября 2012 года в 130 населённых пунктах 45 регионов России, с 2009 года сократилось число граждан, исповедующих православие и увеличилась доля исповедующих ислам.

## Соблюдение церковных канонов и обрядов

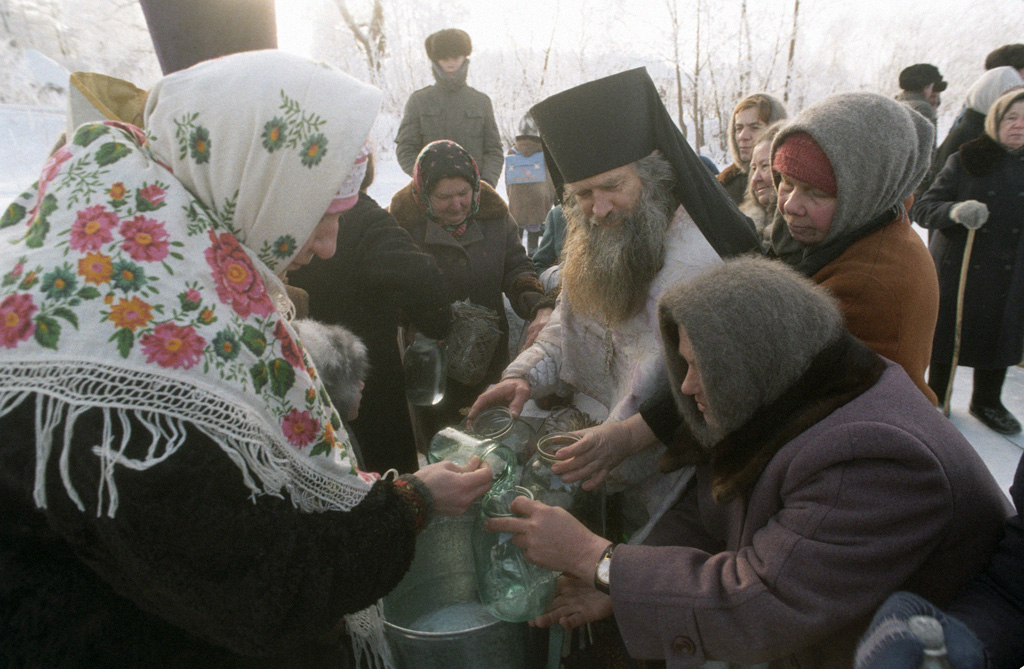
Настоятель храма раздает святую воду сельским жителям во время праздника Крещения, Ивановская область, 1996

В опросе 2025 года, проведённом Всероссийским центром изучения общественного мнения (ВЦИОМ) среди православных и других верующих, степень «воцерковлённости» опрелелялась числом совершаемых религиозных практик (ношение крестиков, соблюдение постов, посещение храмов, помощь храмам, чтение духовных книг и так далее). Большинство россиян оказалось практикующими верующими:
- высоковоцерковлённые (8—10 практик) — 37 %
- средневоцерковлённые (4—7 практик) — 46 %
- слабовоцерковлённые (1—3 практики) — 15 %
- невоцерковлённые — 2 %

Вместе с тем, в ряде исследований, использующих иные методики, отмечается соблюдение церковных канонов и обрядов меньшинством православных.
Киммо Каариайнен и Дмитрий Фурман в 2007 году писали: сознание и поведение даже «традиционных верующих» — не слишком ортодоксальны. Например, «13% из них (данные 2005) вообще никогда не причащались, только 50 % верят и 30 % не верят в воскресение мёртвых, 15 % даже не верят в загробную жизнь, зато 44 % верят в астрологию (больше, чем среди всех опрошенных — 42 %), 40 % твёрдо верят, что жизнь человека предопределена, 14 % — что материальные предметы могут двигаться силой мысли. Во все древние дохристианские и даже новые суеверия они верят значительно больше, чем опрошенные в целом и чем верующие в целом. Вера традиционных верующих в громадной мере — „суеверная“, в которой элементы христианской системы соединены с самыми разными архаическими представлениями».
Согласно проведённому ВЦИОМ в 2006 году опросу, лишь 9 % респондентов, назвавших себя православными, отметили, что соблюдают все религиозные обряды и участвуют в церковной жизни. При этом 36 % отметили, что православие является для них традицией предков. Также отметили следование моральным нормам 32 %. А по данным опроса ВЦИОМ от 2008 года, 27 % респондентов, назвавших себя православными, не знают ни одной из десяти заповедей. Заповедь «не убий» смогли вспомнить только 56 % участников опроса.
Согласно опросу, проведённому Фондом «Общественное мнение» в январе-феврале 2010 года, лишь 4 % православных россиян регулярно посещают храм и причащаются.
По оценкам МВД, посещающие богослужения лица составляют менее 2 % населения. Так, на Пасху 2003 года, в период с 20:00 Великой Субботы до 6 утра пасхального воскресенья в храмы Москвы, по данным МВД, зашло 63 тысячи человек (по сравнению со 180 тысяч в 1992—1994), то есть около половины одного процента фактического населения города. В пасхальных богослужениях в ночь на 19 апреля 2009 года приняли участие 4,5 миллионов россиян. При этом кладбища на Пасху посетили 5,1 миллионов человек. В рождественских богослужениях с 6 на 7 января 2008 года приняли участие около 2,3 миллионов россиян. А в ночь на Рождество в 2022 году приняли участие в богослужениях 1,4 миллиона человек.
10 января 2008 года руководитель пресс-службы Московского Патриархата священник Владимир Вигилянский выразил своё несогласие со статистикой посещаемости столичных храмов на Рождество, которую ранее привели в правоохранительных органах, сказав: «Официальные цифры очень занижены. Меня всегда поражает, откуда берутся эти цифры и какова цель такого подхода. Думаю, можно смело утверждать, что московские храмы на Рождество в этом году посетило около миллиона верующих». Аналогичное мнение выразил в апреле 2008 года сотрудник ОВЦС священник Михаил Прокопенко.
Процент россиян, посещающих церковные службы
| Год                       | 1991 | 1993 | 1994 | 1995 | 1996 | 1997 | 1998 | 2002 | 2003 |
| ------------------------- | ---- | ---- | ---- | ---- | ---- | ---- | ---- | ---- | ---- |
| От 1 до неск. раз в месяц | 5    | 5    | 7    | 6    | 7    | 5    | 9    | 8    | 6    |
| От 1 до неск. раз в год   | 20   | 35   | 28   | 30   | 17   | 16   | 22   | 18   | 30   |
| Реже                      | -    | -    | 21   | -    | 16   | 14   | 11   | 15   | 18   |
| Не посещали               | 65   | 45   | 43   | 63   | 60   | 62   | 55   | 59   | 46   |
| Число опрошенных          | 3000 | 2000 | 2957 | 1698 | 2404 | 2406 | 1703 | 2107 | 2107 |

По мнению Андрея Кураева, проблема связана с острой нехваткой храмов в Москве. Он утверждает, что по социологическим подсчетам, активно церковными являются около 5 % москвичей, а храмы могут вместить лишь пятую часть.
Упадок практической религиозности в Русской православной церкви по сравнению с 90-ми годами XX века отметил в 2003 году патриарх Алексий II: «Храмы пустеют. И пустеют не только из-за того, что увеличивается количество храмов».
Протоиерей Александр Кузин, комментируя результаты опроса ВЦИОМ, в соответствии с которыми большинство россиян призывают церковь пересмотреть нравственные нормы, заметил:
По приведенным данным можно только сказать, что 30 % — действительно христиане, 35 % хотят быть христианами, но не тверды еще в нравственных устоях, а 14 % — это просто не христиане.
Согласно статистике МВД России (данные на 29 апреля 2019 года) Пасху в России встретило более 4,3 миллионов человек.

## Православие и государство

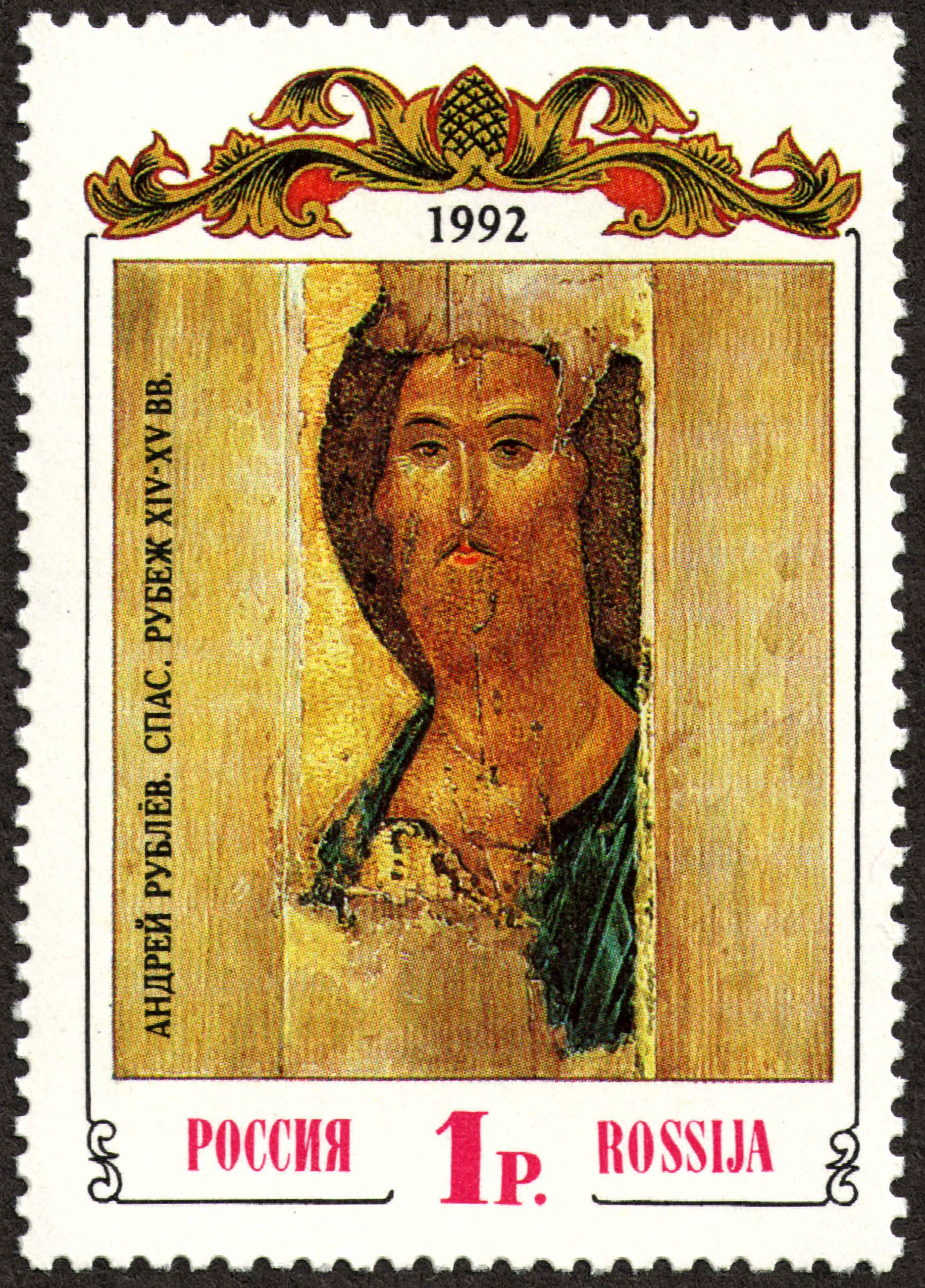
Почтовая марка России 1992 года «Древнее искусство». Андрей Рублёв. «Спас». Икона Звенигородского чина. Рубеж XIV—XV веков. Художник почтовой марки Г. Комлев

Со времён установления в России царской монархии при Иване Грозном российская государственность была неотделима от православия. Иван Грозный был коронован православным византийским обрядом. Православная монархия была установлена в результате борьбы с язычеством после Крещения Руси, сыгравшем ключевую роль в формировании российской государственности. В целом установление монархии, исходя из её теории, связывается с религией и исполнением Божьей воли, выразителем которой и является монарх. В частности, русские монархи коронуются посредством православной церемонии, для них обязательно православное вероисповедание. При Петре I была провозглашена Российская империя, глава государства стал именоваться императором, который при этом носил титул «защитника Церкви», фактически возглавляя или контролируя Русскую церковь, имевшую статус государственной.
После революции 1917 года церковь была отделена от государства. Проводилась антирелигиозная пропаганда, массово уничтожались священники и храмы. После распада СССР светский характер государства сохранился.
По мнению социолога Ж. Т. Тощенко, в современной России проявляется клерикализация — постепенная реализация модели с господствующей (или даже государственной) православной религией. В. А. Кувакин отмечал, что религия активно проникает в те области культуры и общества, которые определены Конституцией России как сферы, отделённые от религии: государственные органы, школа, армия, наука и образование.
В православной иконографии Богородицы существует чтимая РПЦ чудотворная Державная икона Божией Матери, история обретения и символизм которой связаны с русской монархией и которая признаётся главной святыней русских монархистов. Ей придают особое значение неканонические православные течения «Богородичный центр» и «Учение о царе-искупителе». Икона была обретена в день отречения Николая II от престола. Её происхождение неизвестно, предполагают, что ранее она находилась в иконостасе разрушенного женского Вознесенского монастыря в Московском кремле, который служил местом погребения представительниц московского великокняжеского рода женского пола, в том числе цариц. Толкователи указывают на то, что на иконе «царица небесная изображена как царица земная» — держит в руках скипетр и державу — что трактуется как принятие ей у Николая II царской власти. Из этого делается вывод, что он с тех пор никакая власть в России истинно легитимной не является, следовательно, законы Российской империи можно считать продолжающими действовать. Некоторые православные толкователи говорят о «Божьем наказании» русскому народу за нарушение Соборной клятвы 1613 года посредством допущения убийства царя и необходимом в связи с этим «покаянии». В 1993 году «покаяние за грех цареубийства от лица всей Церкви» было принесено патриархом Алексием II, писавшим: «Мы призываем к покаянию весь наш народ, всех чад его, независимо от их политических воззрений и взглядов на историю, независимо от их этнического происхождения, религиозной принадлежности, от их отношения к идее монархии и к личности последнего Российского Императора». В XXI веке с благословения петербургского митрополита проводится ежегодный крестный ход из Санкт-Петербурга в Екатеринбург, символизирующий такое покаяние. В католичестве существует доктрина о так называемом «Обращении России», необходимом для «спасения мира», тесно связанная с образом Богородицы и 1917 годом и являющаяся предметом особого внимания «Богородичного центра».
В 2013 году спикер РПЦ протоиерей Всеволод Чаплин заявил, что церковь не исключает возрождения в России монархии. В 2015 году он предложил совместить в России монархию и социализм. Лидер некогда официально признанной Монархической партии РФ Антон Баков в своих интервью связывает перспективы российской монархии в XXI веке, как и итоговое решение вопроса о престолонаследии, с «Божьим промыслом».
Русская православная церковь предпринимала попытки сделать обязательным во всех государственных школах преподавание закона Божьего. В 2002 году Министерство образования опубликовало обращённое к региональным отделам образования письмо, содержащее рекомендации о том, как вводить в школьное образование новый факультативный предмет «Основы православной культуры». Позднее  Министерство образования и науки Российской Федерации ввело учебный модуль «Основы православной культуры» в составе комплексного курса «Основы религиозных культур и светской этики» (ОРКСЭ) в качестве федерального образовательного компонента для средней общеобразовательной школы.
По данным всероссийского опроса, проведённого исследовательской службой «Среда» в 2014 году, 13 % россиян заявили, что православная вера и российское гражданство неотделимы друг от друга, 10 % — что это разные вещи, смешивать которые не стоит.